# Pertenhof
Pertenhof ist ein Gemeindeteil der Stadt Pegnitz im Landkreis Bayreuth (Oberfranken, Bayern). Pertenhof liegt in der Gemarkung Penzenreuth.

## Geografie
Der Weiler liegt in einer flachhügeligen Gegend und ist weitestgehend von Acker- und Grünland umgeben. Im Westen befindet sich die Felsengruppe Auf der Wache, die als Geotop und Naturdenkmal ausgezeichnet ist. Die Kreisstraße BT 25 führt nach Penzenreuth (0,3 km südlich) bzw. nach Lobensteig (1 km nördlich).

## Geschichte
Mit dem Gemeindeedikt (frühes 19. Jahrhundert) wurde Pertenhof der Ruralgemeinde Penzenreuth zugewiesen. Im Rahmen der Gebietsreform in Bayern wurde Pertenhof am 1. Juli 1972 in die Stadt Pegnitz eingegliedert.